# أبوسوم موندولفي رباعي العيون
أبوسوم موندولفي رباعي العيون (الاسم العلمي:Philander mondolfii)، هو نوع من الأبوسوم يتواجد في كولومبيا وفنزويلا.